# Tercera guerra anglo-afganesa
La Tercera guerra anglo-afganesa (1919) fou un conflicte armat entre Afganistan i el Regne Unit de la Gran Bretanya i Irlanda que va durar un mes del 4 de maig de 1919 al 3 de juny de 1919.
Quan Amanullah va pujar al tron (25 de febrer de 1919) en ser assassinat Habibullah i després de cinc dies de regnat de Nasrullah, va decidir combatre els britànics i la seva hegemonia sobre el país. Va proclamar la independència plena i va exigir un nou acord amb els britànics per acabar amb el virtual protectorat existent fins aleshores; va enviar les seves tropes a la frontera.
El dia 4 de maig van començar les hostilitats amb un atac afganès a Landi Kotal i el tancament del pas de Khyber pels britànics. Els xocs van seguir durant la resta del mes. El 24 de maig Amanullah va respondre positivament a les peticions britànics d'alto el foc que fou declarat el 2 de juny. Finalment la pau es va establir al tractat de Rawalpindi de 8 d'agost de 1919 que establia virtualment la independència, confirmat pels tractats de Mussoorie de 18 de juliol de 1920 i el definitiu tractat signat a Kabul el 2 de desembre de 1921.